# Bokeh (film)
Pour les articles homonymes, voir Bokeh.
Pour plus de détails, voir Fiche technique et Distribution.
Bokeh est un film de science-fiction dramatique islando-américain écrit et réalisé par Geoffrey Orthwein et Andrew Sullivan, sorti en 2017.

## Synopsis
Un couple de touristes Américains arrive en Islande. Un matin, au réveil, la ville est complètement désertée. Il n'y a plus personne, ni dans les magasins ni dans les maisons. Personne ne leur répond au téléphone. Le couple se retrouve seul.

## Fiche technique
Sauf indication contraire, les informations mentionnées dans cette section peuvent être confirmées par la base de données cinématographiques IMDb,  présente dans la section « Liens externes ».
- Titre original : Bokeh
- Réalisation : Geoffrey Orthwein et Andrew Sullivan
- Scénario : Geoffrey Orthwein et Andrew Sullivan
- Direction artistique : Roger C. Ambrose
- Costumes : Rachel Dagdagan
- Photographie : Joe Lindsay
- Montage : Geoffrey Orthwein
- Musique : Keegan DeWitt
- Production : Doug Dalton, Kent Genzlinger et Briene Lermitte
- Sociétés de production : Zealous Pictures ; Vintage Pictures et Verge Pictures (productions associées)
- Sociétés de distribution : Screen Media Films (États-Unis) ; Netflix (France)
- Pays d’origine :  États-Unis et  Islande
- Langue originale : anglais
- Format : couleur
- Genre : science-fiction dramatique
- Durée : 92 minutes
- Dates de sortie :
  - États-Unis : 3 février 2017 (Festival international du film de Santa Barbara) ; 24 mars 2017 (sortie nationale)
  - France : 22 juin 2017 (Netflix)

## Distribution
- Maika Monroe : Jenai
- Matt O'Leary : Riley
- Arnar Jónsson : Nils
- Gunnar Helgason : Ivar
- Berglind Rós Sigurðardóttir : le guide

## Distinction
Nomination
- Festival international du film de Santa Barbara 2017 : sélection « World Premiere Feature Films »